# Darth Krayt
Darth Krayt es un personaje del universo expandido de Star Wars. Es un Sith que funda una Orden Sith completamente sumergida en el lado oscuro en los tiempos posteriores a la victoria de la Alianza Galáctica sobre el emperador Palpatine.

## Historia
Durante más de cien años, los Sith de Krayt se ocultaron en el planeta Korriban, empleando el propio lado oscuro que posee el planeta para ocultarse. La regla de dos desaparece con ellos.
Estos Sith se alían con el Imperio y sabotean un proyecto de terraformación respaldado por los Jedi, lo que desencadena una nueva guerra entre la alianza y los imperiales.
Con la caída de la Academia Jedi en Ossus, Krayt tuvo el terreno libre. Tras esto, acudió junto a sus discípulos al Palacio Imperial de Coruscant, donde el emperador Fel le esperaba. Allí acabó con los caballeros imperiales y con el emperador, ocupando su puesto, con el respaldo de los Moff. Krayt se dio cuenta de que a quien había asesinado no era al verdadero emperador, por lo que su jefa de inteligencia, Darth Maladi, fue castigada.
Krayt ordenó a sus Sith a cazar a los Jedi restantes por toda la galaxia. Durante los sucesos de Ossus, sintió una fuerza oscura en la luz, una fuerza que trajo a un Jedi a la vida desde los límites de la muerte. Desde entonces, Krayt lo espera porque lo necesita.
Siete años después de que Krayt tomase el poder, el verdadero emperador Fel sigue atacándolo junto a sus caballeros, oculto como los rebeldes de épocas anteriores. A la vez, la orden Sith sigue creciendo en número y poder.
Ante su presencia, Darth Ruyn presenta a su aprendiz para que se le realice la prueba final. Krayt ordena a la alumna twi'lek asesinar a su propio maestro, Ruyn, lo cual ella acata sin titubear. Krayt se muestra complacido con ella, y le da el nombre de Darth Talon, que se convierte en otra de las manos de Krayt, acatando sólo sus órdenes, y respondiendo sólo ante él.
Krayt le asigna a su discípula su primera misión, ir al planeta Vendaxa, donde la princesa Marasiah Fel se oculta, y dejarla escapar para que, al reunirse con su padre, puedan descubrir su paradero. Cuando Darth Talon vuelve con su misión fracasada, su maestro mostró clemencia en lugar de castigarla puesto que ella le informó de que entre los enemigos que encaró había un Skywalker. Le ordenó encontrar este Skywalker y traerlo a Coruscant, esperando que las habilidades de este sean útiles en su intento de prolongar su vida. Pero no sería así, ya que, al estar en el planeta de Had Abaddon, fue atacado por Skywalker y sus aliados y arrojado por un acantilado, siendo posteriormente asesinado por su mano derecha, el tercer Darth Wyyrlok, al no poder éste encontrar una cura.

## Resurrección
Lord Nihl informó a su maestro Wyyrlok, quien inmediatamente afirmó que alguien había matado a Krayt y luego robó su cuerpo, dejando detrás de su armadura. Ya se enfrentaban a graves pérdidas en la guerra con el Imperio de la Alianza y vil, Wyyrlok ordenó que el incidente se cubriese temporalmente y se nombró a sí mismo como el nuevo emperador con Nihl que actúa como su asesor. Un Wyyrlok enfurecido entonces utiliza un rayo de la Fuerza para destruir la armadura de Krayt. Como asesor, Nihl usó su posición para actuar contra su rival Talon para implicarla en la desaparición de Krayt. 
Esta sospecha fue respaldada por la desaparición aparente de Talon después de su reunión con Nihl. Wyyrlok expresó sus sospechas de la "lealtad" de Talon y ordenó a Nihl detenerla para interrogarla. Nihl persiguió a Talon en el antiguo Valle de los Señores Oscuros utilizando la Fuerza para llegar a su posición. En el camino, se encontró con un tuk'ata pero usó sus poderes para decirle a la bestia que él no era un enemigo. Mientras tanto, en una cámara profunda, Talon había encontrado al ya resucitado Darth Krayt, que le había otorgado el poder de sentir a sus perseguidores. Él también se había curado de sus implantes vong que le habían dado como parte de su renacimiento.
Finalmente Darth Nihl encontró y se batió en duelo con Talon hasta que Darth Krayt intervino y reveló a los dos Sith su plan de tener a los Un los Sith bajo su control. Durante décadas se habían tomado a los más poderosos, sensibles a la Fuerza recién nacidos, de haberlos mejorado con implantes cibernéticos y se convirtieron en soldados Sith, sin duda, leales que se quitaban la vida cuando se les ordenaba a hacerlo por su amo. Fue con estos soldados y una clase nueva y más poderosa de cazas Sith Darth Krayt tuvo la intención de hacerse el líder incuestionable de la Galaxia. Al revelar esto, entonces reveló su voluntad y la presencia a todos los de la galaxia que nunca habían tocado el lado oscuro, Cade Skywalker incluido. A pesar de este placer presentado a los Sith Uno, Darth Wyyrlok quedó solo como un enemigo de Krayt después de comprobar que el Lord Oscuro estaba vivo.
- Datos: Q1060467